# Hải Âu
Hải Âu là bộ phim video truyền hình sản xuất năm 2003 do Lê Bảo Trung đạo diễn, Ngô Hoàng Giang viết kịch bản, Hãng phim Truyền hình Thành phố Hồ Chí Minh sản xuất. Bộ phim được phát hành tại các rạp chiếu từ ngày 28 tháng 4 năm 2004 trong sự kiện Tháng phim Việt Nam.

## Nội dung
Bộ phim mở đầu với việc nhân vật chính là Vũ Lâm được người dân trên một hòn cứu sống sau nõ lực tự tử của anh. Lâm bắt đầu làm quen với cuộc sống trên đảo và ít tiết lộ về bản thân.
Bộ phim xen kẽ dữa hiện tại và quá khứ gần của Lâm, anh là một sinh viên tiềm năng trường múa, ngay khi nhận thông báo được học bổng thì anh bất ngờ gặp tai nạn và mất đi một cánh tay. Vì lí do này mà anh bị gia đình của người yêu (Hương) ngan cản, Lâm tìm đến cái chết nhưng không thành. Trên hòn, Lâm biết được hoàn cảnh của cô bé bị bại liệt tên Lan, cô bé là tấm gương giúp Lâm yêu đời hơn và trở thành giáo viên dạy múa cho học sinh nơi đây. Trong một chuyến đi biển cùng dân làng, chuyến tàu của anh bị cướp biển tấn công, Lâm qua đời khi lấy thân mình chắn đạn bảo vệ thuyền trưởng Hiệp.

## Phân vai
- Nguyễn Phi Hùng vai Vũ Lâm
- Kim Hương vai Lan
- Mai Mai vai Lan Hương
- Trần Kim Ngân vai Út Đào
- Mai Sơn Lâm vai Nghĩa
- Lê Bình vai Hiệp
- Võ Việt Tâm

## Sản xuất

### Diễn viên
Quá trình tuyển diễn viên bắt đầu từ tháng 10 năm 2003, nhân vật Lan diễn xuất bời Kim Hương, cô bé bị bại liệt từ năm 3 tuổi và sống trong Trung tâm Bảo trợ trẻ mồ côi và tật nguyền Thị Nghè, còn ca sĩ Nguyễn Phi Hùng xuất thân là một vũ công.

### Quay phim
Hải Âu được khởi quay vào ngày 10 tháng 11 năm 2003 với bối cảnh ở mũi Kê Gà, Phan Thiết.

## Giải thưởng
| Năm  | Giải thưởng         | Hạng mục             | Nhận giải       | Kết quả       | Chú thich   |
| ---- | ------------------- | -------------------- | --------------- | ------------- | ----------- |
| 2004 | Giải Cánh diều 2003 | Phim video           | (bộ phim)       | Cánh diều Bạc | [ 4 ] [ 2 ] |
| 2004 | Giải Cánh diều 2003 | Diễn viên triển vọng | Nguyễn Phi Hùng | Đoạt giải     | [ 2 ]       |